# ديفيد سار سلامة
ديفيد سار سلامة (بالعبرية: דוד סער סלמה؛ من مواليد 4 مارس 1969) هو نائب أدميرال إسرائيلي (ألوف) يشغل حاليًا منصب القائد الأعلى للبحرية الإسرائيلية، شغل سابقًا منصب رئيس أركان البحرية، ونائب قائد فيلق العمق، وقائد القاعدة البحرية في حيفا، وغير ذلك.

## الحياة المبكرة
ولد سلامة ونشأ في عتليت (حيفا). بدأ دراسته في المدرسة الداخلية العسكرية للقيادة في حيفا، وبعد طرده في نهاية الصف العاشر، واصل دراسته في مدرسة هرائيلي في حيفا.

## الخدمة العسكرية
انضم إلى الجيش الإسرائيلي عام 1987 وتطوع في وحدة شايطيت 13. أكمل دورة تدريب المحارب في الوحدة، وذهب إلى دورة ضباط المشاة. في نهاية الدورة، عاد إلى وحدة شاييطيت وعُين قائد فصيلة، وشارك في القتال في جنوب لبنان والضفة الغربية. خدم لاحقًا كضابط استخبارات في وحدة شايطيت 13. بعد ذلك كان مدربًا رئيسيًا في الوحدة. أكمل دورة الأكاديمية البحرية الإسرائيلية وفي نهايتها ذهب للدراسة في كلية الحرب البحرية الأمريكية. عند عودته، أكمل التدريب في مدرسة القيادة البحرية وخدم كضابط فصيلة في سفينة صواريخ. بعد ذلك، عُين قائدًا لسفينة INS Yaffo.
في عام 2002، وبعد أن أكمل دراسته الأكاديمية، تمت ترقية سلامة إلى رتبة قائد (سجان ألوف) وعُين قائدًا للسرب 916. بين عامي 2006-2007، شغل منصب رئيس الفرع الميداني في إدارة التدريب في البحرية. في عامي 2007-2008، شغل منصب قائد السرب 31 في أسطول الزوارق الصاروخية. في أغسطس من عام 2008، عُين قائدًا لقاعدة إيلات البحرية، والتي خدم فيها حتى عام 2010.
في فبراير 2010 تمت ترقيته إلى رتبة نقيب (بحرية) (ألوف مشني) وعُين قائدًا لقاعدة أشدود البحرية. خلال فترة عمله كقائد للقاعدة، قاد القتال في قطاع غزة أثناء تعاونه مع القيادة الجنوبية للجيش الإسرائيلي. خدم في هذا المنصب حتى أغسطس 2011. في الفترة من 2011 إلى 2013، شغل منصب قائد أسطول زوارق الصواريخ. بعد ذلك ذهب للدراسة في كلية الأمن القومي.
في 7 أغسطس 2014 تمت ترقيته إلى رتبة أميرال خلفي (تات ألوف) وعُين قائدًا لقاعدة حيفا البحرية، وهو المنصب الذي خدم فيه حتى 16 أغسطس 2017. وفي الفترة من 2017 إلى 2019 شغل منصب قائد فيلق العمق. وفي 15 مارس 2019 تم تعيينه رئيسًا لأركان البحرية، وهو المنصب الذي خدم فيه حتى أغسطس 2021. وفي 1 سبتمبر 2021 تمت ترقيته إلى رتبة نائب أميرال (ألوف)، وبعد يوم تم تعيينه قائدًا للبحرية الإسرائيلية.